# Antsaravibe
Antsaravibe är en ort i Madagaskar. Den ligger i den norra delen av landet, 700 km norr om huvudstaden Antananarivo. Antsaravibe ligger 20 meter över havet och antalet invånare är 10 648.
Terrängen runt Antsaravibe är platt. Runt Antsaravibe är det glesbefolkat, med 16 invånare per kvadratkilometer. Närmaste större samhälle är Ambilobe, 17,0 km söder om Antsaravibe. Omgivningarna runt Antsaravibe är huvudsakligen savann.